# Veleposlaništvo Republike Slovenije v Črni gori
Veleposlaništvo Republike Slovenije v Črni gori (uradni naziv Veleposlaništvo Republike Slovenije Podgorica, Črna gora) je rezidenčno diplomatsko-konzularno predstavništvo (veleposlaništvo) Republike Slovenije s sedežem v Podgorici (Črna gora), ki je bilo odprto 23. junija 2006.
To je bilo prvo veleposlaništvo, ki je bilo akreditirano v Črni gori po njeni osamosvojitvi junija 2006.
Trenutna veleposlanica je Bernarda Gradišnik.

## Veleposlaniki
- Bernarda Gradišnik (2023-danes)
- Gregor Presker (2019-2023)
- Mitja Močnik (2015-2019)[1]
- Vladimir Gasparič (2011-2015)
- Jernej Videtič (2006-2010)